# Tzimmes
Tzimmes ou Tsimmes é um prato da cozinha judaica asquenazi (da Europa Oriental), consumida durante o ano todo. Trata-se de um prato feito de cenouras, frutas secas como uva passa, canela sal e pimenta. As cenouras ficam refogadas com um pouco de água e manteiga (ou gordura vegetal). A origem do nome da comida é provavelmente do alemão, das palavras zum Essen (para comer).

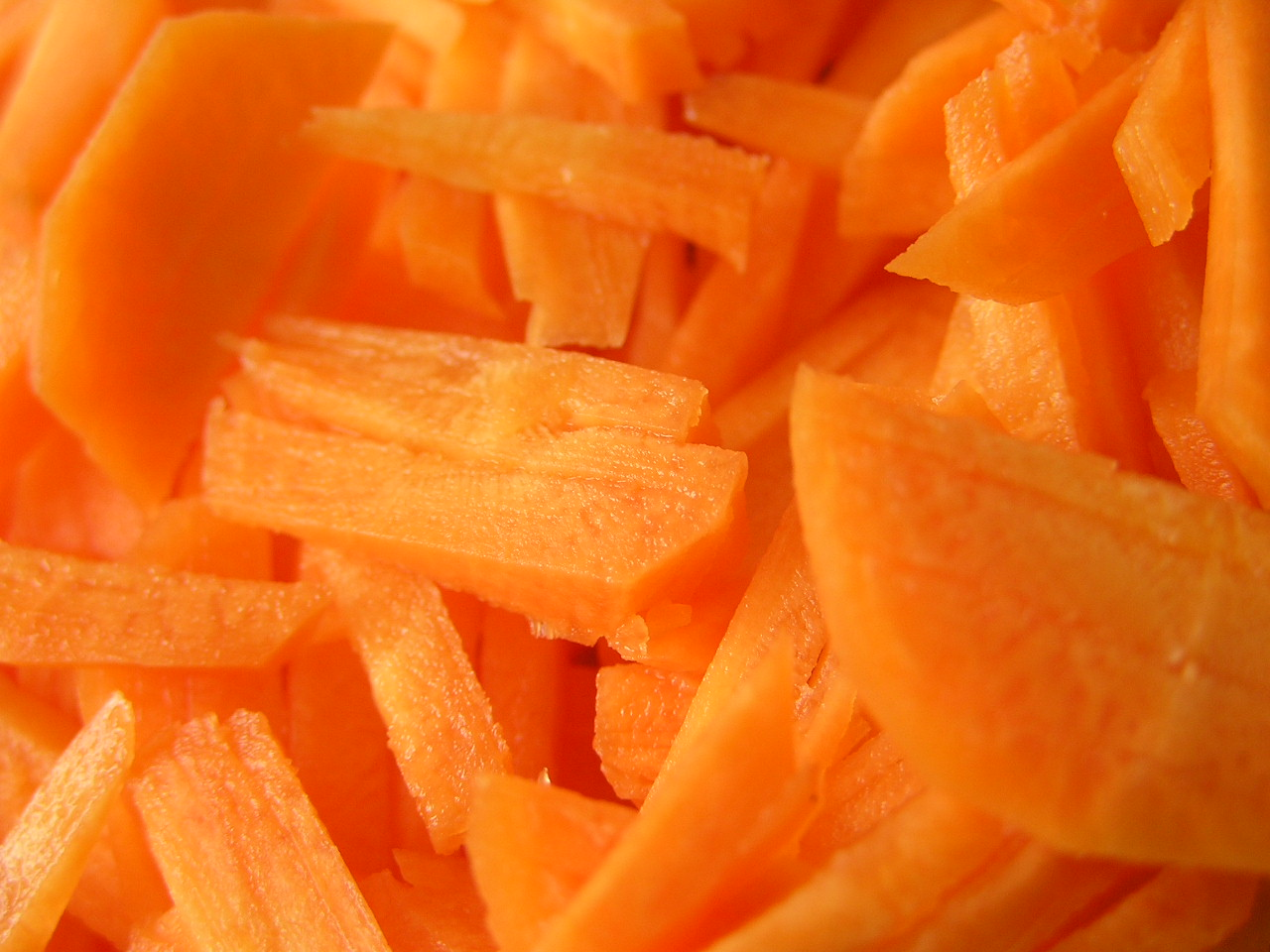
Tzimmes